# Chrysolina petrenkoi
Chrysolina petrenkoi é uma espécie de artrópode pertencente à família Chrysomelidae.